# Meč
Mèč je hladno orožje za sekanje in bodenje, praviloma z ravnim in na obeh straneh nabrušenim rezilom. Najdemo ga od antičnih do srednejeveških kultur, tako v Evropi kot v srednji Aziji in na daljnem vzhodu.

## Zgodovina meča
Prve najdbe mečev segajo v zgodnjo bronasto dobo, kot na primer najdbe v Grčiji (Mikene, Šparta). Zaradi majhne trdote kovine so bili ti meči dokaj neprimerni za boj meč na meč, imeli pa so velik učinek proti »primitivnejšim« palicam ipd. Seveda so bili redki, saj še niso imeli izpopolnjenih tehnik izdelave, zato so večji pomen imeli v obredih, ko so označevali status nosilca.
Bistveno vlogo meč kot orožje dobi šele z nastopom železne dobe, ker ima železo, še posebej pa jeklo veliko večjo trdoto od brona. Prve najdbe železnih mečev so iz najdb halštatske kulture, tako v severni kot južni Evropi. Klub temu, da je bilo na začetku železne dobe glavno orožje še vedno sulica (na primer grški hopliti in rimski legionarji), je dobil meč predvsem v rimski armadi velik pomen kot kratek meč (gladius). Sulica se kot primarno orožje pehotne vojske ohrani tudi skozi srednji vek in renesanso, izrinejo jo šele muškete z bajoneti. Enoročni meč je uporabljala tako konjenica kot pehota (tudi lokostrelci, topničarji ipd.), pogosto kot sekundarno orožje za boj na blizu. Bilo je tudi razširjeno sredstvo samoobrambe pri civilni populaciji. Enoinpol- ter dvoročni meči so se uporabljali kot primarno orožje.
Meč nastopa tudi v vrsti sag in legend, na primer o kralju Arturju, (znameniti Excalibur) in mitu o Nibelungih (Siegfridov meč Balmung). Meč je imel veliko vlogo pri srednjeveških obredih (kronanje, povzdignenje v viteški stan...). V zbirki kraljevskih insignij praktično vseh nekdanjih in obstoječih kraljevin je tudi meč.
Z razvojem močnejših oklepov so se morali tudi meči ojačati. Iz začetnih 0,80-1,0 metra so se najprej podaljšali na 1,1-1,3 metra in nato tudi do 1,9 metra. Tako dolg meč je zahteval enoinpol- oz. dvoročno rabo ter je povzročil ob močnem udarcu resne notranje poškodbe (tope poškodbe), tudi če ni presekal oklepa.
Dvoročne meče, ki se jih pogosto vidi na upodobitvah najemnikov (Landsknecht) so izdelovali že v srednjem veku, vendar niso bili namenjeni uporabi v boju. Njihov namen je bil predstavitev, pogosto so bili razstavljeni, uporabljali so se deloma tudi za izvršitev smrtnih obsodb (obglavljenje). V času tridesetletne vojne so jih skušali uporabiti, vendar brez posebnega uspeha. Bili so predolgi in prenerodni za uspešno uporabo na bojnem polju. Meči so se skrajšali, dobili so manjšo težo, večjo praktičnost. Najbolj neobičajna ureditev je bila istočasno japonska katana, ki je bila že od začetka veliko krajša od srednjeveškega meča, a se ji je ob bojni opremi priključil še krajši meč dolg 70-80 cm. Vojak je pri boju uporabljal dva rezila obenem, ki pa sta skupaj tehtala skoraj pol manj od srednjeveškega meča.
V Evropi se razvije mečarstvo z ohranjanjem obojestranskega rezila, namenjenega vbodu in ne toliko sekanju. Kasneje se meči izrazito prilagodijo konjeniški opremi, postanejo lažji, krajši, vojak ima tudi nožnico, kar pomeni, da je meč lahko del obvezne opreme. Zaradi specializacije dela se mečarstvo nikoli ne nasloni na znanje proizvajanja nožev in sekir in je velikokrat kritizirano zaradi nesmiselno visoke fizične pripravljenosti, potrebne za vihtenje orožij pri spopadih. Vidno se je skrajšal ročaj, našli so načine zaščite zapestja, meči so razvili znanje glede pravega oprijema, ki je bil lahko sedaj namenjen le eni roki, torej skoraj 12 cm krajši. Razvijejo se tudi obrtna kvaliteta bodal, krajših nožev, krajših mečev. Usnjeni etui zmore ohranjati rezilo z isto ostrino, zaščita pred rjo in posebne lastnosti orožja so dvignili obrtno vrednost tega orožja.

## Delitev mečev

### glede na prijem
- enoročni,
- enoinpolročni,
- dvoročni

### glede na namen
- bojni,
- ceremonialni,
- paradni,
- usmrtitveni,

### tipi mečev
- bojni meč,
- lahki meč
- rapir
- udrihač

## Sestavni deli meča
- ročaj
- rezilo
- ročajni glavič
- držaj
- odbojnik
- ostrina
- konica

## Tehnologija kovaštva
Meč je orožje, katerega glavna prednost pri spopadu je bila možnost, da je material obdržal uničevalne lastnosti tudi po več spopadih. Kovanje mečev je bilo tako velikokrat namenjeno predvsem izdelavi izdelkov, ki bi ohranili ali izboljšali ostrino ali trdoto materiala. Zaradi majhnih količin kovin so se vsi materiali prelivali in predelovali in lastnosti oklepov, mečev, bodal in ostalih obrtnih izdelkov so se lahko razlikovali glede na primesi, načina brušenja, izdelave ulitkov, kvalitete peči, uspešnega čiščenja litin in kvalitete obrtnega kovanja. Predvideva se, da je sekira bila prvo pravo orodje kovane ostrine. 
Kovač je najbolj zgodnja obrtna oblika kovinarstva. Sedaj se uporablja izraz metalurg. V zgodnjih oblikah je bilo kovinarstvo visoko specializirano, kjer je izdelava mečev bila popolnoma drugačna praksa kot bi veljala za izdelavo konjskih podkev ali oklepov, verig, kmetijskega orodja. Orožje je zaradi okrasnih elementov bilo tudi najbolj drago opravilo. Z vedno bolj dorečeno izdelavo mesnih izdelkov se je veliko znanja izdelave mečev preneslo v izdelavo nožev.
Metalurg je tako prečiščeval rudo ali predeloval že obstoječe jeklo ali kovine in jim dodajal ali odvzemal lastnosti, prečiščeval snovi. 
Po opravljenem kovanju se meč dopolni z okrasnimi elementi, zaščito, opravi se tudi brušenje, ki se je sprva počelo z kovanjem, kasneje pa so si umislili brusne kamne, praviloma se tudi za brušenje temperaturo kovine dvigne do zelo visokih temperatur, kjer je fizično sploh možno obdelovati material. 

## Značilni meči

### Meči Afrike in Srednjega vzhoda
Flisa - Kaskara - Kindžal - Quaddara - Takouba

### MečiIndijske podceline
Pata - Rao dao - Zafar takieh

### Meči Daljnega vzhoda
Barong - Dao - Kampilan - Kleveng - Mandau - Noklang - Parang ihlang - Parang pandit - Talibon - Katana

### Evropski meči
Cinquedea - Claidheamh noir - Claymore - Flamberg - Gladij - Katzbalger - palaš - Salonski meč - Schiavona - Spadroon - udrihač

## Sodobna izdelava mečev
Četudi se zdi, da je izdelava mečev izgubljena obrt, to ni popolnoma res. Izdelava nožev in mečev se sedaj izdeluje industrijsko, saj poznamo sedaj rešitve kot so zobato rezilo ali tiskano razvlečeno jeklo, kjer je brez večjih stroškov izdelan nož ali krajše bodalo, ki ustreza večini pričakovanj o ostrini. A znanje o izdelavi mečev vsebuje demonstrativno ogromno uporabnega znanja o kovinarstvu, gradnji visokotemperaturnih peči, lastnosti nakovala, znanja o materialih, jeklu in se tako uporablja kot motiviranje študentov in dijakov za študij metalurgije.
V zgodnjih oblikah kovaštva je so imeli kovači svojega boga. Izdelava kovanih rezil in livarstva je ena najbolj zahtevnih zgodnjih opravil, saj je nekdo moral uravnavati delovanje peči predvsem z dodajanjem zraka z mehom, reguliranjem dimnika, odpiranjem iz zapiranjem oken, dodajanju premoga in drugih kuril, težko je tudi ocenjevati ali je peč segreta do 1000 stopinj ali do 700 stopinj. Večina ulivanja se je tako opirala na opazovanje kovine in pozorna skrb glede lastnosti ognja. 